# Lou Costello
Louis Francis (Lou) Costello (Paterson, 6 maart 1906 – Beverly Hills, 3 maart 1959) was een Amerikaans acteur en komiek, vooral bekend als de helft van het Amerikaanse komische duo Abbott en Costello, dat hij samen met Bud Abbott vormde. Costello stond bekend om zijn mompelende persoonlijkheid, nette uiterlijk en zijn beroemde trefzin HEEEEYYY ABBOTT!!.

## Jeugd
Costello werd als Louis Francis Cristillo geboren New Jersey, als zoon van een Italiaanse vader en Franse moeder. Daarnaast had hij ook Ierse wortels. Op school was hij erg atletisch en sportief (zijn basketbaltalent komt in de film Here Come The Co-Eds (1945) tot uiting). Hij vocht ook als bokser onder de naam Lou King. Hij veranderde zijn naam in Costello als verwijzing naar actrice Helene Costello.
In 1927 kwam Costello naar Hollywood om acteur te worden, maar vond enkel werk als arbeider of figurant bij MGM en Warner Brothers. Zijn atletische talent bezorgde hem af en toe werk als een stuntman, vooral in The Trail of '98 (1927). Men kan hem ook vlak bij de ring zien zitten in de Laurel and Hardy-film The Battle of the Century (1927).
Omdat hij geen succes had, liftte hij in 1930 terug naar huis. In St. Joseph (Missouri) zat hij in volle crisistijd zonder geld. Hij vertolkte in een plaatselijk komisch theater de rol van komiek met een Duits accent. Hierna verhuisde hij terug naar New York, waar hij een vaudeville-acteur werd. In tegenstelling tot veel komieken uit die tijd maakte Costello geen gebruik van schuine moppen. Hier leerde hij ook Bud Abbott kennen met wie hij vanaf 1936 officieel een komisch duo vormde. Ze traden samen op allerlei podia op.
Uiteindelijk tekenden ze een contract bij de William Morris Agency. Het agentschap zorgde ervoor dat ze vanaf 1938 op de radio konden werken in The Kate Smith Hour. Hun populariteit nam enorm toe zodat ze uiteindelijk aan een Broadway toneelstuk mochten meedoen en in 1940 voor Universal Studios tekenden. Hier maakten het duo tussen 1940 en 1956 36 komische films. Ze behoorden tot de populairste entertainers uit de jaren 40.
Later kregen ze ook hun eigen televisieshow in 1952: The Abbott and Costello Show.

## Privéleven
Costello huwde op 30 januari 1934 met danseres Anne Battler. Ze kregen vier kinderen: Patricia (1936), Carole (1938), Lou Jr. ("Butch") (1942) en Christine (1947).
In 1943 kreeg Costello een aanval van reumatische koorts en kon zes maanden lang niet werken. Op 4 november van dat jaar keerde hij terug naar de populaire radioshow van het team, maar werd door een persoonlijke tragedie getroffen. Zijn bijna één jaar oude zoontje Lou Jr. verdronk in het familiezwembad. Toch ging Costello verder met zijn shows.
In 1957 werden Abbott en Costello gedwongen hun huizen te verkopen en hun filmrechten na problemen met de Internal Revenue Service. Costello probeerde een solocarrière op de been te brengen, waaronder optredens in Las Vegas. Hij trad geregeld op tijdens televisie-uitzendingen met Steve Allen. Na één solofilm, The 30 Foot Bride of Candy Rock, overleed Costello in 1959 aan een hartaanval in Beverly Hills, drie dagen voor zijn 53ste verjaardag. Zijn vrouw overleed datzelfde jaar in december op 47-jarige leeftijd.
- Biblioteca Nacional de España: XX1485203
- Bibliothèque nationale de France: cb146595308 (data)
- Gemeinsame Normdatei: 119081725
- International Standard Name Identifier: 0000 0000 6302 3382
- Library of Congress Control Number: n50018158
- MusicBrainz: 505e9b26-b150-4884-bc99-54216a56e4ea
- National Archives and Records Administration: 10580900
- Nationale Bibliotheek van Israël: 987007462897905171
- Nederlandse Thesaurus van Auteursnamen: 091081149
- SNAC: w6865qcw
- Système universitaire de documentation: 059611855
- Trove: 976512
- Virtual International Authority File: 51951204
- WorldCat: E39PBJrRfkhFbcQ3JqkFTQFMyd